# جيم باترفيلد (لاعب كرة قدم أمريكية)
جيم باترفيلد (بالإنجليزية: Jim Butterfield)‏ هو لاعب كرة قدم أمريكية أمريكي، ولد في 30 نوفمبر 1927 في تامبا في الولايات المتحدة، وتوفي في 26 نوفمبر 2002 في إثاكا في الولايات المتحدة.